# Stolidobranchia
Die Stolidobranchia (Gr.: Kiemendarm mit Ausläufern) oder Pleurogona sind sessil lebende Manteltiere (Tunicata, Urochordata) und werden in der traditionellen Systematik deshalb zur Klasse der „Seescheiden“ (Ascidiacea) gezählt. Die Tiere sind teilweise sehr häufig. In der Rotalgenzone der westlichen Ostsee kann die Tangbeere (Dendrodoa grossularia) drei Viertel der gesamten Zoomasse stellen.

## Merkmale
Die meisten Arten der Gruppe, z. B. die im Mittelmeer lebende Rote Seescheide, sind solitär und werden relativ groß. Tierstöcke bildende Arten gibt es in der Familie Styelidae. Ihr Körper ist ungegliedert, die Eingeweide liegen seitlich des Kiemendarms, der von längsgerichteten Gefäßen und Falten durchlaufen wird. Die unpaaren Gonaden liegen links und rechts an der Körperwand, die Kloakenhöhle entwickelt sich aus einer unpaaren dorsalen Einstülpung.

## Äußere Systematik

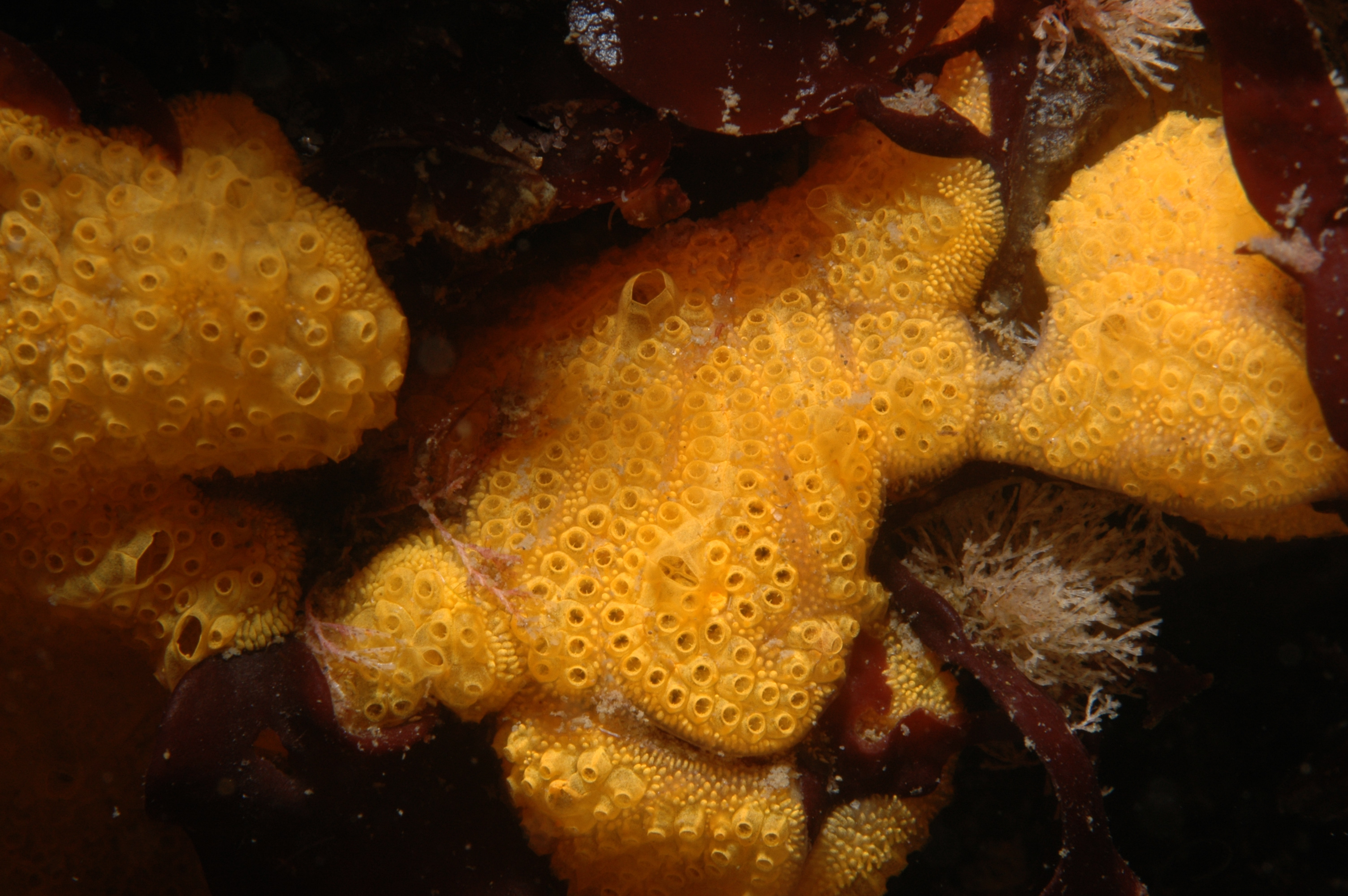
Die koloniale Art Botrylloides violaceus

Die Seescheiden bilden nach DNA-Sequenzanalysen kein Monophylum. Ein Kladogramm zeigt die wahrscheinliche tatsächliche Verwandtschaft der Manteltiere. Die Stolidobranchia sind die basale Schwestergruppe aller anderen Taxa der Manteltiere:
|  | Phlebobranchia („Seescheiden“) |
|  |                                |
|  | Salpen (Thaliacea)             |
|  |                                |

|  | Aplousobranchia („Seescheiden“) |
|  |                                 |
|  | Appendikularien (Larvacea)      |
|  |                                 |

|  | Phlebobranchia („Seescheiden“) |
|  |                                |
|  | Salpen (Thaliacea)             |
|  |                                |

|  | Aplousobranchia („Seescheiden“) |
|  |                                 |
|  | Appendikularien (Larvacea)      |
|  |                                 |

|  | Phlebobranchia („Seescheiden“) |
|  |                                |
|  | Salpen (Thaliacea)             |
|  |                                |

|  | Aplousobranchia („Seescheiden“) |
|  |                                 |
|  | Appendikularien (Larvacea)      |
|  |                                 |

|  | Phlebobranchia („Seescheiden“) |
|  |                                |
|  | Salpen (Thaliacea)             |
|  |                                |

|  | Aplousobranchia („Seescheiden“) |
|  |                                 |
|  | Appendikularien (Larvacea)      |
|  |                                 |

## Familien
Die Ordnung Stolidobranchia umfasst drei Familien:
- Molgulidae Lacaze-Duthiers, 1877
- Pyuridae Hartmeyer, 1908
- Styelidae Sluiter, 1895